# Wadeana minuta
Wadeana minuta är en svampart som beskrevs av Coppins & P. James. Wadeana minuta ingår i släktet Wadeana, divisionen sporsäcksvampar och riket svampar.   Inga underarter finns listade i Catalogue of Life.